# Ermanno Tarabbia
Ermanno Tarabbia (Suno, 11 luglio 1933 – Ferrara, 9 luglio 2014) è stato un calciatore e allenatore di calcio italiano, di ruolo terzino.

## Carriera
Giocò in Serie A con le maglie di Legnano, Talmone Torino e Mantova.

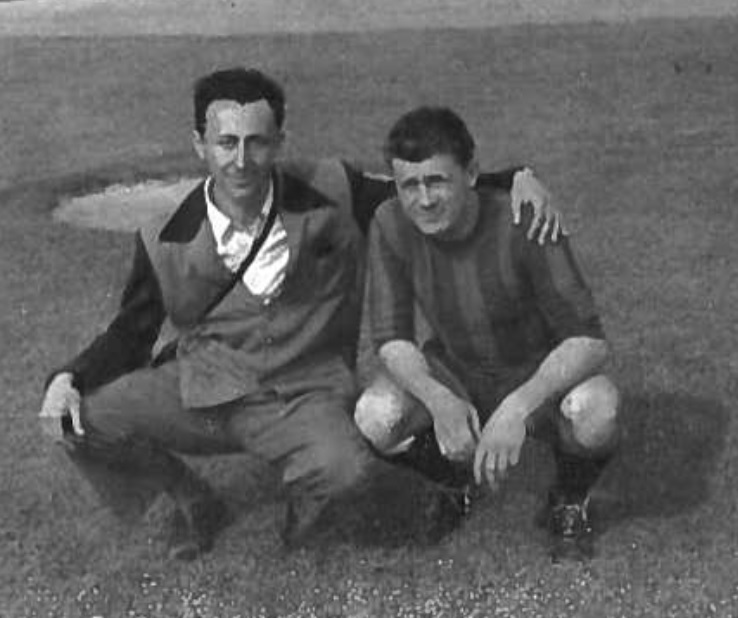
Ermanno Tarabbia diciassettenne (a destra) con la maglia del Gozzano
Tarabbia (in piedi, terzo da sinistra) nel Legnano della stagione 1956-57